# 身毒 (龟兹王)
身毒（?—?），公元1世纪的龜茲国王。
身毒本是龟兹国（今新疆维吾尔自治区库车县）贵族。西汉被王莽所篡，对西域放松了统治。匈奴在西域的势力扩大。莎车国（今新疆维吾尔自治区莎车县）国王贤称霸西域，在公元46年（汉光武帝建武二十二年），攻占龟兹国，杀死了龟兹国王弘，贤立子则罗为龟兹王。之后，龟兹人杀死则罗。北匈奴立身毒为龟兹王，龟兹于是从属匈奴。继任身毒的龟兹王建依然依附北匈奴。班超经营西域，除掉龟兹王建拥立的疏勒王（今新疆维吾尔自治区疏勒县）兜题。